# Roger Taylor
För musikern i Duran Duran, se Roger Taylor (Duran Duran)
För tennisspelaren Roger Taylor, se Roger Taylor (tennisspelare)
Roger Meddows Taylor OBE, född 26 juli 1949 i King's Lynn, Norfolk, är en brittisk sångare, låtskrivare och musiker. Taylor är mest känd som trumslagaren i rockbandet Queen.
Taylor har bland annat skrivit de framgångsrika låtarna "Radio Ga Ga" och "A Kind of Magic". Utöver det har han även gett ut fyra soloalbum och varit sångare och gitarrist i gruppen The Cross. Han tillkommer ibland som gästsångare till olika band, och har även turnerat med Queen + Paul Rodgers, men då trion splittrades 2009 fortsätter han att vara aktiv med Queen + Adam Lambert. Han är rankad som den 74:e bästa trummisen i världen av tidskriften Rolling Stone.

## Diskografi
Studioalbum
- 1981 – Fun in Space
- 1984 – Strange Frontier
- 1994 – Happiness?
- 1998 – Electric Fire
- 2013 – Fun on Earth
- 2021 – Outsider